# Новосокольск
Новосокольск — упразднённый посёлок в Нижнеингашском районе Красноярского края России. На момент упразднения входил в состав Соколовского сельсовета. Исключён из учётных данных в 2001 году.

## География
Располагалась в междуречье рек Атагаш и Тибишет (притоки реки Поймы), на расстоянии приблизительно 19 километров (по прямой) к северо-востоку от села Соколовка.

## История
Основан в 1911 году. В 1926 году в деревне Ново-Сокольская имелось 36 хозяйств. В административном отношении входила в состав Крутовского сельсовета Нижне-Ингашского района Канского округа Сибирского края.

## Население
По данным переписи 1926 года в деревне проживало 144 человека (73 мужчины и 71 женщина), основное население — русские.